# Jecheon
Jecheon is een stad in de Zuid-Koreaanse provincie Chungcheongbuk-do. De stad telt 134.000 inwoners en ligt in het midden van het land. De naam van de stad is een samenvoeging van de Koreanse woorden je (dam) en cheon (rivier).

## Stedenbanden
- Seocho-gu, Zuid-Korea
- Spokane, Verenigde Staten

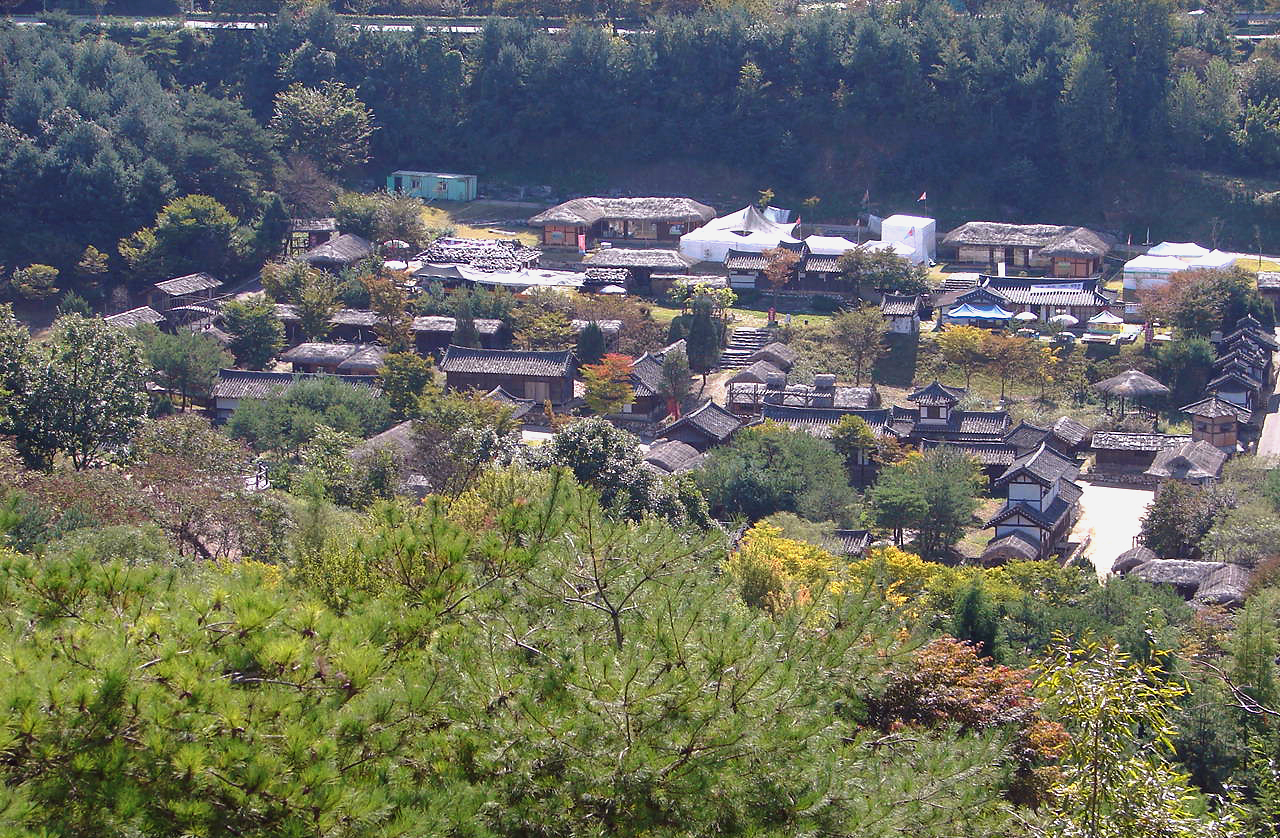

- Pasay, Filipijnen
- Hualien, Taiwan